# 国際家族農業年
国際家族農業年（こくさいかぞくのうぎょうねん、英: International Year of Family Farming 2014、略称IYFF2014）は、食糧安全保障や貧困・飢餓の撲滅における家族農業 (Family farm) や小規模農業の役割を周知することを目的として国際連合が制定した、2014年の国際年の一つである。仮訳として「国際農家年」の表記も見られたが、国際連合食糧農業機関では「国際家族農業年」と表記している。

## 経緯
2011年に開催された第66回国際連合総会において、2014年を「国際農家年（仮訳）」とすることを決定。2013年11月22日には、国際年を正式に発足させるグローバル・ローンチを、ニューヨークの国際連合本部において開催した
。

## 活動内容
下記の4点を国際家族農業年の主要目標としている。
- 家族農業の持続的発展を可能にする政府の環境整備の促進
- 知識、交流、人々の認識の向上・拡大
- 家族農業のニーズ、可能性および制約について更なる理解と技術的支援の確保
- 持続可能性のための協働を創出

国際連合食糧農業機関は、下記の国際会議を主催する。
- 「21世紀の家族農業に関する会合」 - 2014年8月、インド・チェンナイ
- 「世界食料デー式典」 - 2014年10月、イタリア・ローマ
- 「家族農業に関する国際会議」 - 2014年11月、チリ・サンティアゴ